# George Douglas Gordon Dufferin Heyman
George Douglas Gordon Dufferin Heyman, britanski general, * 1905, † 1965.